# Comarca de Cáceres
La comarca de Cáceres es una comarca de la provincia de Cáceres, en Extremadura, España. Está formada por 28 municipios, la mayoría situados en la zona natural Llanos de Cáceres y Sierra de Fuentes y en la Sierra de Montánchez.

## Municipios
Según el Ministerio de Agricultura, Alimentación y Medio Ambiente
- Alcuéscar
- Aldea del Cano
- Aliseda
- Arroyo de la Luz
- Arroyomolinos
- Benquerencia
- Botija
- Cáceres
- Cañaveral
- Casar de Cáceres
- Casas de Don Antonio
- Casas de Millán
- Garrovillas
- Hinojal
- Malpartida de Cáceres
- Monroy
- Mirabel
- Montánchez
- Santiago del Campo
- Sierra de Fuentes
- Talaván
- Torre de Santa María
- Torremocha
- Torreorgaz
- Torrequemada
- Valdefuentes
- Valdemorales
- Zarza de Montánchez